# Degen

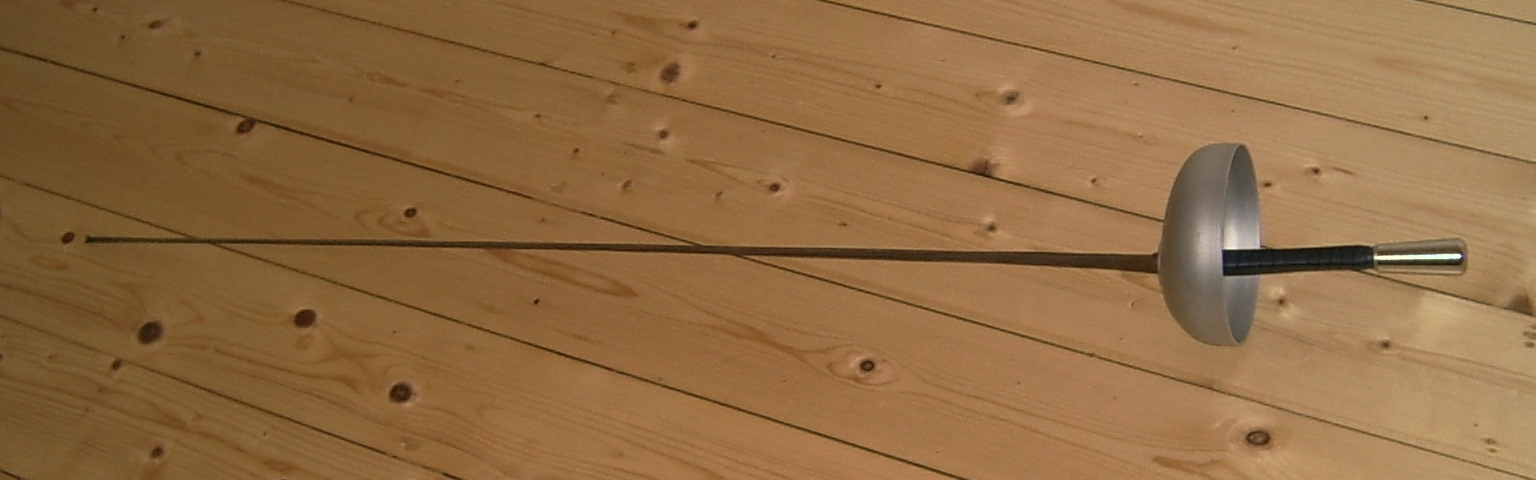
Degen met een Franse greep

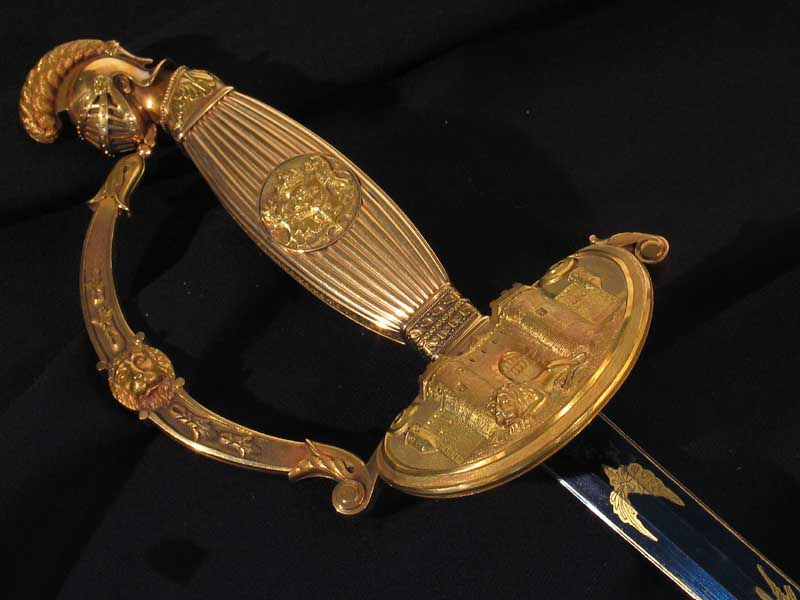
Eredegen met gouden handgreep van generaal Chassé uit 1830

Een degen is een wapen dat wordt gebruikt bij schermen.

## Geschiedenis
De klassieke degen is een verdere ontwikkeling uit het rapier, dat zelf een geavanceerdere versie was van het zwaard. De ontwikkeling van deze zogenaamde scherm- of steekwapens begon op het einde van de 15de eeuw en vormde al gauw een alternatief voor het gewone zwaard.
Rapier en degen werden vooral gedragen en gehanteerd door de rijke burgerij, die steeds meer aan belang won. Deze burgerij hechtte meer waarde aan sierlijkheid dan aan efficiëntie en zodoende werd het rapier meer en meer verfijnd. Dit leidde uiteindelijk tot de ontwikkeling van de degen, een slankere, lichtere versie van het rapier.
De termen rapier en degen werden vaak door elkaar gebruikt, zodat het niet eenvoudig is een daadwerkelijk verschil te maken tussen beide wapens.
De klassieke schermwapens geraakten in onbruik op het einde van de 18de eeuw, onder invloed van de sabel.

## Gebruik in sport
In de schermsport is de degen naast de floret en sabel een van de gebruikte wapens in het wedstrijdcircuit. Schermen met de degen is voor zowel dames als heren een olympische sport.

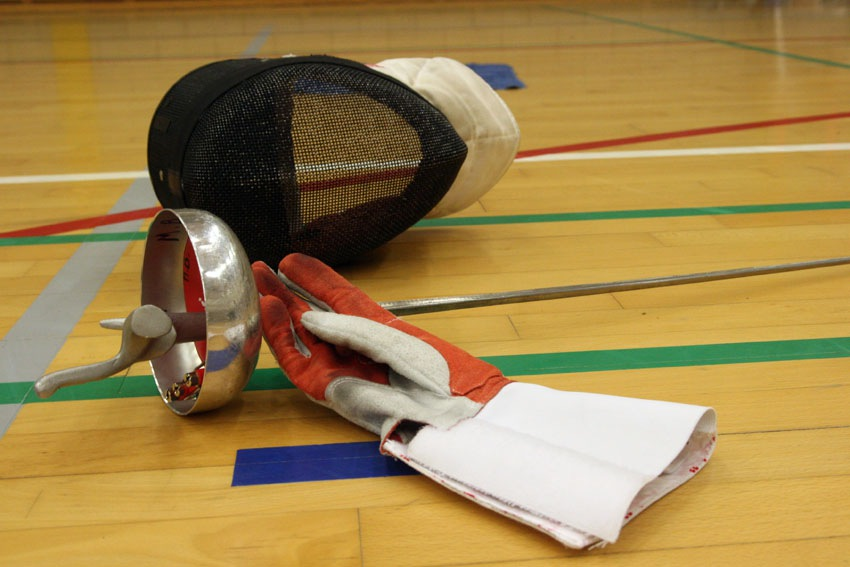
Masker - degen (met een cross- of pistoolgreep) - handschoen

### Wapen
De moderne degen leunt het dichtst aan bij het klassieke duelleerwapen. De degen is een lang, recht en relatief zwaar wapen, met een lemmet dat, of kling die driehoekig is in doorsnede en relatief buigzaam. De kom (of schelp) is met een doorsnee van 13,5 cm redelijk groot. De reden voor de grote kom is dat de hand geldig trefvlak is, net zoals de rest van het lichaam. Evenals de floret is de degen een steekwapen. Het wapen mag maximaal 770 gram wegen en heeft een maximale lengte van 110 cm. De driezijdige kling is 90 cm lang en heeft aan het eind een elektropunt.

### Grepen
Bij degens kunnen we twee verschillende soorten grepen of handvatten, onderscheiden. Het is afhankelijk van persoonlijke voorkeur welke greep men het liefste gebruikt. Wel is het zo dat in bepaalde landen de ene greep meer gebruikt wordt dan de andere.
- Franse of rechte greep: dit is een vrij simpel lang en recht handvat. De manier waarop een degen met deze greep in de hand wordt gelegd, is enigszins te vergelijken met hoe een sabel in de hand ligt.
- Cross of pistoolgreep: in België is dit de greep die gemiddeld genomen het meeste gebruikt wordt. Deze wordt ook wel pistoolhandvat genoemd, omdat hij op ongeveer dezelfde manier in de hand wordt gehouden als een pistool.

### Trefoppervlak en regels
Treffers moeten toegebracht worden met een kracht van minstens 7,35 newton (750 gram) om door het elektrische score-apparaat geregistreerd te worden.
Het geldige trefvlak beslaat het hele lichaam. De wapendruk ligt met 750 gram, 250 gram hoger dan bij de floret. Schermen met degen kenmerkt zich door de afwezigheid van het recht van aanval (of conventies). Aanval en verdediging hebben een even belangrijke rol. Door de afwezigheid van recht van aanval is de afstand tussen de schermers op degen vaak groter dan bij de andere twee wapens. Het gehele lichaam is raakvlak, er mag dus ook op de voeten, handen en het hoofd geraakt worden.